# الأخبار الزائفة في الولايات المتحدة
وفقًا للموقع الإلكتروني لقاموس كامبريدج للغة الإنجليزية، فإن مصطلح الأخبار الزائفة «كثيرًا ما يُستخدم لوصف قصة سياسية تُرى ضارةً بوكالة أو كيان أو شخص، ومع ذلك... فهو ليس مقتصرًا على السياسة بأي حال من الأحوال، ويبدو متداولًا في ما يخص الأخبار العامة». عُرفت الأنباء الزائفة باعتبارها «خطابًا سياسيًا». كان الباحث في الإعلام الدكتور نولان هيغدون قد قدم تعريفًا أعرض للأخبار الزائفة باعتبارها «محتوى زائفًا أو مضلِلًا قُدم بصفته أخبارًا وجرى نقله في صيغ تشمل وسائل التواصل المنطوقة والمكتوبة والمطبوعة والإلكترونية والرقمية». يتناول هذا المقال كلا التعريفين في إطار الولايات المتحدة.

## القرن الثامن عشر
في عام 1762، سنت جمعية فرجينيا العامة القانون التالي لمعاقبة «مذيعي الأخبار الكاذبة»:
فليُسن قانونًا أن أي شخص أو مجموعة أشخاص يُقدمون على تزوير وإشاعة تقارير زائفة تؤدي إلى إحداث قلقلة في البلاد سيُطلبون من قبل أقرب محكمة صلحية ويمثلون أمام أقرب محكمة إقليمية، حيث، إذا لم يفضي إلى المؤلف، سيغرم بما قيمته ألفا جنيه من التبغ (أو أقل) إذا ما ارتأت الحكومة تخفيض ذلك، وأيضًا، سيتعهد بعدم تكرار سلوكه إذا ما بدا للمحكمة أنه اخترعه ونشره عن سبق إصرار.

## القرن التاسع عشر

### ما قبل الحرب الأهلية

#### 1809: ثورات محتملة
في 6 ديسمبر من عام 1809، قال ممثل الولايات المتحدة جورج دبليو. كامبل من تينيسي في خطاب على أرض مجلس النواب: 
إن مطبوعاتكم العمومية تعج بالمُختلَقات والبيانات الكاذبة حول هذا الموضوع؛ إذ أُعلن أن ثمة ثورات يُرجح نشوبها في بعض أصقاع الاتحاد، وقيل إن ضغطًا مهولًّا يسود في كل مكان. لقد خرجت هذه التحويرات الباطلة، المنشورة لأهداف جماعة مفردة، من البلاد وكان لها تأثير جسيم على سلوك الأمم الأجنبية دون شك.

#### 1830: حملة سياسية
نقلت صحيفة آرغوس أوف ويست أمريكا المنشورة في فرانكفورت، كنتاكي، في 10 نوفمبر 1830 قائلة:
لقد نشأت ممارسة تقديم الأخبار الزائفة لأغراض الدعاية الانتخابية في هذه البلاد عند صحيفة ذا «ناشونال» إنتلجنسر. اعتنق موظفوها الخانعون خارج البلاد التابعون لمدرسة هنري كلاي السياسية الأخبارَ الزائفة، وتثبت النبرة الواثقة التي صاروا ينطقون المختلقَات بها أن المعارضة تلقي بآمال نجاحها على كاهل سذاجة قرائها... إن هذين التوأمين المتلاصقين، صحيفة « ناشونال» و« ناشونال» إنتلجنسر، القائمتين في هذه المدينة [واشنطن]، معتادان على العمل كلٌ لمصلحة الآخر عبر تقديم أخبار زائفة لقرائهما. [كل الأحرف المائلة موجودة في النص الأصلي].

#### 1840: ’نصر‘ فان بيورين
بعد انتخابات الرئاسة الأمريكية لعام 1840، قال مقال صحيفة ذا نيويورك كومرشال أدرفتايزر إن:
لدى قادة فان بيورين لهذه المدينة كثيرًا من التهم ليجيبوا عنها، فيما يخص الأخبار الزائفة عن النجاح التي أرسلوها إلى الجنوب يوم الجمعة. استمتع موظفو الحكومة في واشنطن بحالة هذيان من الفرح، وسقطوا في أكثر الطرائف سفاهةً. قد سُمع أن السيد فان بيورين بنفسه أعلن: «أنه واثق الآن من النجاح، فأنا أعلم الآن» وأضاف: «إن نيويورك تايمز لي!» [الخطوط المائلة موجودة في النص الأصلي]. على الأرجح أنه استيقظ من حلم يقظته في الساعة الحادية عشرة ونصف من صباح الأمس».

#### 1848: مفاوضات كوبا
في ديسمبر من عام 1848، أنكرت صحيفة ذا هيرالدو في مدريد، إسبانيا، في تقرير ورد في ذا نيويورك هيرالد أن الولايات المتحدة تتفاوض مع إسبانيا من أجل شراء جزيرة كوبا. أنَّبت ذا هيرالدو الصحف «الإنجليزية الأمريكية» باعتبارها «مشهورة في كافة أصقاع العالم بالأخبار والتواريخ الزائفة التي يسعدها بثها مبهرجةً بألف تفصيل بنية منحها مظهر الحقيقة».

### في إبان الحرب الأهلية

#### 1861: عمال البرقيات
أوصى مقال افتتاحي نُشر عام 1861 في صحيفة ميمفيس ديلي أفالانشر في تينيسي بتشريع «جريمة جنائية على إرسال أخبار زائفة عبر التلغراف الكهربائي». أشار المقال مع ذلك إلى أنه سيكون «من الظلم لوم شركة التلغراف أو عملائها، لأن التلغراف وسيط بسيط لنقل الأخبار، وإنه ليس مسؤولًا عما يُرسل عبر الأسلاك إلا كمسؤولية الحصان عما يُنقل في البريد... وإن عمال البرقيات ينزعجون جدًا عندما يُضطرون بموجب مناصبهم إلى إرسال أو تلقي أخبار زائفة يعرفون أنها كذلك».

#### 1863: مضاربات الأسهم في النصر المذكور
تحت عنوان يقول: «تواطؤ الحكومة في نقل تقارير الأخبار الكاذبة»، تذمرت صحيفة ذا بيرلنغتون (فيرمونت) سينتينل في 22 مايو من عام 1863 من أن: «مختلَقات مشينة» قد أُرسلت «بالتلغراف عبر البلاد فيما يخص الحالة الراهنة للجيش وتحركاته» وأن السبب وراءها «قد أُلمح إليه على نحو صحيح للغاية من قبل صحيفة نيويورك بوست، التي ادعت أن مضاربات الأسهم كانت أسفل هذه المعلومات المغلوطة».

صرّحت صحيفة ذا إندبندنت المنشورة في مدينة نيويورك قائلة:
من الصعب إهمال الشكوك المشيرة إلى أن بعض الجهات رفيعة المستوى قد حاولت العمل في سوق الذهب. [الأحرف المائلة موجودة في النص الأصلي]. حاول المراسلون هنا عبثًا يوم أمس أن يرسلوا تلغرافًا إلى أصدقائهم ليخبروهم بأنه لم توجد كلمة صادقة واحدة في القصص الجامحة... لكن المراقب الحكومي لم يسمح بالتكذيب! وهذا أمر غريب جدًا بالتأكيد [الأحرف المائلة موجودة في النص الأصلي].

#### 1879: جاي غولد متّهمًا
اتهمت جريدةُ ذا تايمز (فيلادلفيا) جريدةَ نيويورك تريبيون في 26 نوفمبر 1879، بالطباعة والتأييد التحريري «لأخبار زائفة» تسببت «بالأزمة المالية في الأسبوع الماضي، والتي أخذت عدة آلاف من الدولارات من جيوب رجال ذوي دخل متواضع لتضعها في الحصيلة الضخمة لخزنة السيد [جاي] غولد وزملائه المتواطئين معه في وول ستريت». (كان الرأسمالي غولد المالك الرئيسي للتريبيون). بحسب فيلادلفيا تايمز، فإن نيويورك بوست، مع ذلك، قد أسدت «الصحافة الشريفة خدمة حسنة في نبش تشريع يبدو أنه يلائم قضية... غولد تمامًا». حظر القانون على أي شخص نشر «اتصالات مغلوطة بنية خفض أو رفع سعر السوق» للأسهم، والسندات والبضائع والسلع. حُددت العقوبة بغرامة «لا تتجاوز خمسة آلاف دولار وسجن لمدة لا تتجاوز ثلاث سنوات أو بواحدة منهما».

تابعت ذا فيلادلفيا تايمز قائلة:
سيكون من الجيد... لغولد أن يلصق هذا القانون على قبعته. إن مرابحه الهائلة التي حققها من مضاربته الأخيرة عبر بث الأخبار الزائفة تسمح له بدفع الغرامة دون أن يشعر جيبه بالنقص، لكن السجن سيزعجه قليلًا ويمنح البلاد بعض الرضا.

## الحقبة التقدمية

### تسعينيات القرن التاسع عشر
أُقر بأن الأخبار الكاذبة مشكلةٌ في الولايات المتحدة في تسعينيات القرن التاسع عشر. كتب أحد المحررين في عام 1896 ما يلي:
تحطم الصحف الأمريكية إلى حد ما سجلها الخاص في الوقت الحاضر بنجاحها في إثارة الضجة وطرح أخبار كاذبة .... إن شعبنا في حالة ذهنية تقبل بلا شك أكثر العبارات السخيفة التي يمكن أن يتصورها عقل الإنسان، بل ويحاول اختراع الأعذار لسذاجتها.

### 1900: براءة ثيودور دورانت
جرى تناقل «اعترافٍ مزعومٍ» لقس كنيسة إيمانويل المعمدانية في سان فرانسيسكو من خلال «تقرير مزيف»، يقول القس في اعترافه بأنه مَن قتل بلانش لامونت وميني ويليامز في جريمة قتل وقعت عام 1895 وحظيت «بتغطية إعلامية واسعة». أُعدم ثيودور دورانت عن الجريمتين في عام 1898. نفت سان فرانسيسكو إكزامينر، ردًا على سؤالها، التقرير ووصفته بأنه «شائعة كاذبة».
ذكرت صحيفة أوبورن (نبراسكا) غرانغر في مقالها الافتتاحي أن حالة الزيف «تضيف دليلًا آخر، إذا كانت هناك حاجة إلى مزيد من الأدلة، على أن تقارير الصحف غير موثوقة ولا يمكن الاعتماد عليها». أفادت صحيفة كوفيفيل (كانساس) غازلايت: «أن القصة ملفقة بمكر بالغ، بذكرها أن القس وهو على فراش الموت، قد اعترف اعترافًا كاملًا بالجريمة وأن دورانت، الذي أُدين بناء على أدلة ظرفية بحتة، جرت تبرئته كاملًا. تبين الآن أن القصة زائفة من البداية إلى النهاية».

### 1900: العصيان المسلح الفلبيني
خلال العصيان المسلح الفلبيني، أُفيد بما يلي:
هونغ كونغ هي المقر الرئيسي لأخبار زائفة عن الفلبين تمامًا كما شنغهاي مصدرٌ لمعظم الأخبار الزائفة إزاء بكين والمجازر الصينية. هناك مجلس عسكري فلبيني فاسد ودؤوب في هونغ كونغ برئاسة إنجليزي خبيث، يختلق الأخبار المثيرة حول الفظائع الأمريكية في لوزون ويُصدرها لصالح أجهزة مكافحة التوسعية والحزب الديمقراطي في هذا البلد [الولايات المتحدة].

### 1902: وزير الخزانة شو
وصف كاتب العناوين الرئيسية في صحيفة واشنطن (دي. سي.) تايمز، قصة عن وزير الخزانة إل. إم. شو بأنها «مثال جيد على الأخبار الكاذبة» خلال مقال نُشر في 9 يوليو 1902 أفاد بأن شو «ذكر على وجه التحديد ... في عدة مناسبات» اعتقاده بوجوب اقتصار مدة خدمة جميع مسؤولي وزارة الخزانة على «أربع أو خمس سنوات». بعد أسبوعين، ذكر بيان صحفي من قِبل شو بأن الاستفسارات الواردة «من جميع أنحاء البلاد» دفعته إلى إنكار القصة التي قال بأن «لا أساس لها من الصحة». انتقدت دورية إيفنينغ تايمز- ريبابليكان الصادرة في مارشال تاون، آيوا، أن «هذه القصص اللاذعة من شأنها أن تطفو على السطح في أي وقت. من الأفضل أن يتقبل الجمهور القصص المثيرة بشكل مشروط، في انتظار تأكيدها».

## منتصف القرن العشرين

### 1919: القانون
كان نشر القصص الإخبارية الكاذبة، أو محاولة نشرها، على سبيل المزاح غالبًا، شائعًا للغاية، حتى أن دورية شمس المساء الصادرة في هانوفر، بنسلفانيا، حذرت من هذه الممارسة من خلال التنبيه إلى أن قانون ولاية بنسلفانيا ينص على غرامة قدرها 500 دولار والسجن لمدة عامين في حالة الإدانة.

### 1936: فدية لندبرغ
نشرت دورية نيويورك ديلي نيوز مقالة افتتاحية تعتذر فيها عن مقال كتبه «مراسل نيو إنجلاند» ونُشر في الدورية يوم 25 أبريل 1936، جاء فيه أن «فدية لندبرغ البالغة 20 ألف دولار قد ظهرت مؤخرًا في ألباني ومدن ماساتشوستس المختلفة». قالت الافتتاحية:
نحن مقتنعون الآن أن القصة كانت زائفة، على الرغم من أن مراسل نيو إنجلاند لا زال يعتقد أنه لربما هناك شيءٌ وراءها. نحن آسفون لنشر القصة. نعتقد أن أي صحيفة تقدم أخبارًا كاذبة هي صحيفة حمقاء. من السهل جدًا فضح قصة إخبارية زائفة، وبمجرد أن يكتشفها الجمهور، تفقد الصحيفة بعضًا من ثقة القراء. بإعادة الكرة لمدة كافية، ستخسر الصحيفة ثقة جميع القراء باستثناء المغفلين بالفطرة.